# Lemniscata de Gerono

O lemniscato de Gerono

Na geometria algébrica, a lemniscato de Gerono, ou lemniscato de Huygens, ou curva em forma de oito, é uma curva algébrica plana de grau quatro e gênero zero e é uma curva lemniscada em forma de símbolo {\displaystyle \infty } ou figura oito. Tem equação: 
{\displaystyle x^{4}-x^{2}+y^{2}=0.}
Foi estudado por Camille-Christophe Gerono . 

## Parametrização
Como a curva é do gênero zero, pode ser parametrizada por funções racionais; um meio de fazer isso é: 
{\displaystyle x={\frac {t^{2}-1}{t^{2}+1}},\ y={\frac {2t(t^{2}-1)}{(t^{2}+1)^{2}}}.}
Outra representação é: 
{\displaystyle x=\cos \varphi ,\ y=\sin \varphi \,\cos \varphi =\sin(2\varphi )/2}
que revela que esse lemniscato é um caso especial de uma figura de Lissajous . 

## Curva dupla
A curva dupla (veja a fórmula de Plücker ), mostrada abaixo, tem, portanto, um caráter um pouco diferente. Sua equação é: 

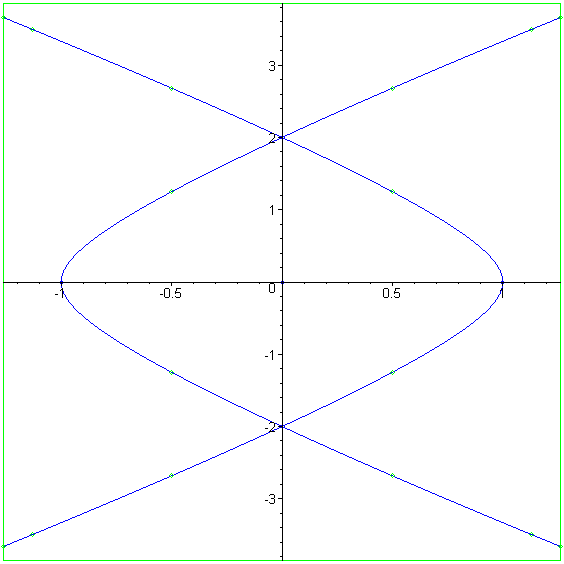
Dupla ao lemniscato de Gerono

{\displaystyle (x^{2}-y^{2})^{3}+8y^{4}+20x^{2}y^{2}-x^{4}-16y^{2}=0.}